# اندیس سرب ومس قله کفتران (کفتارها)
سرب ومس قله کفتران(کفتارها) یک اندیس فلزی است که در حوالی شهر معلمان استان سمنان قرار دارد و مادهٔ معدنی موجود در آن، سرب ومس است.  